# Film Zapruder

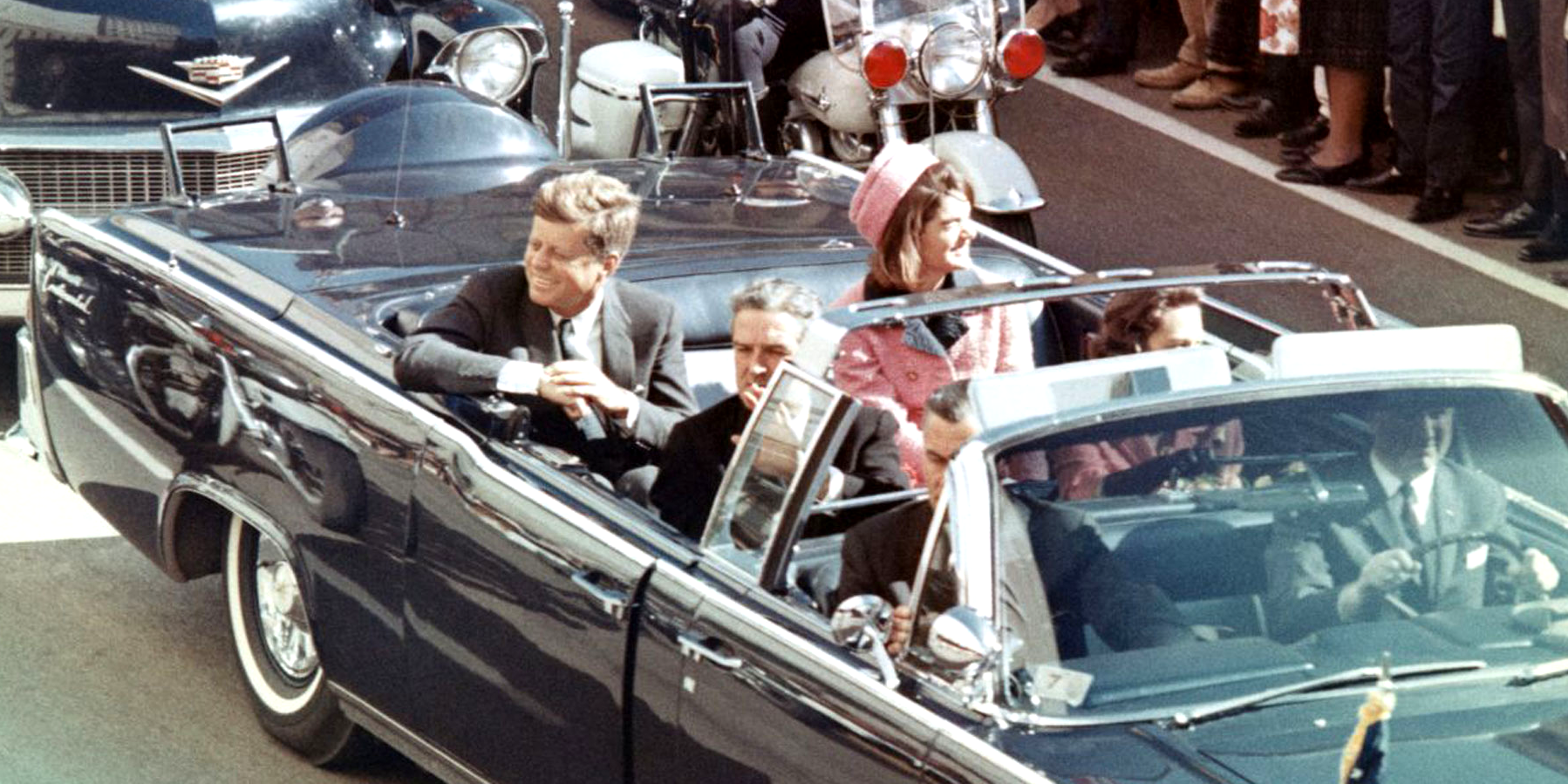
film Zapruder

La pel·lícula de Zapruder és una pel·lícula casolana muda, filmada en 8 mm en color per Abraham Zapruder, de la caravana presidencial de John F. Kennedy creuant la Plaça Dealey a Dallas, Texas, el 22 de novembre de 1963. La filmació és l'enregistrament més complet que es té de l'assassinat del president John F. Kennedy.
La pel·lícula mostra l'assassinat des que la limusina del president gira a la cantonada del carrer Houston Street fins que es perd de vista sota el triple pas de les vies del ferrocarril. De gran notorietat és el tret fatal que fereix a Kennedy en el cap quan la limusina estava prop de la posició de Zapruder.

## Rerefons

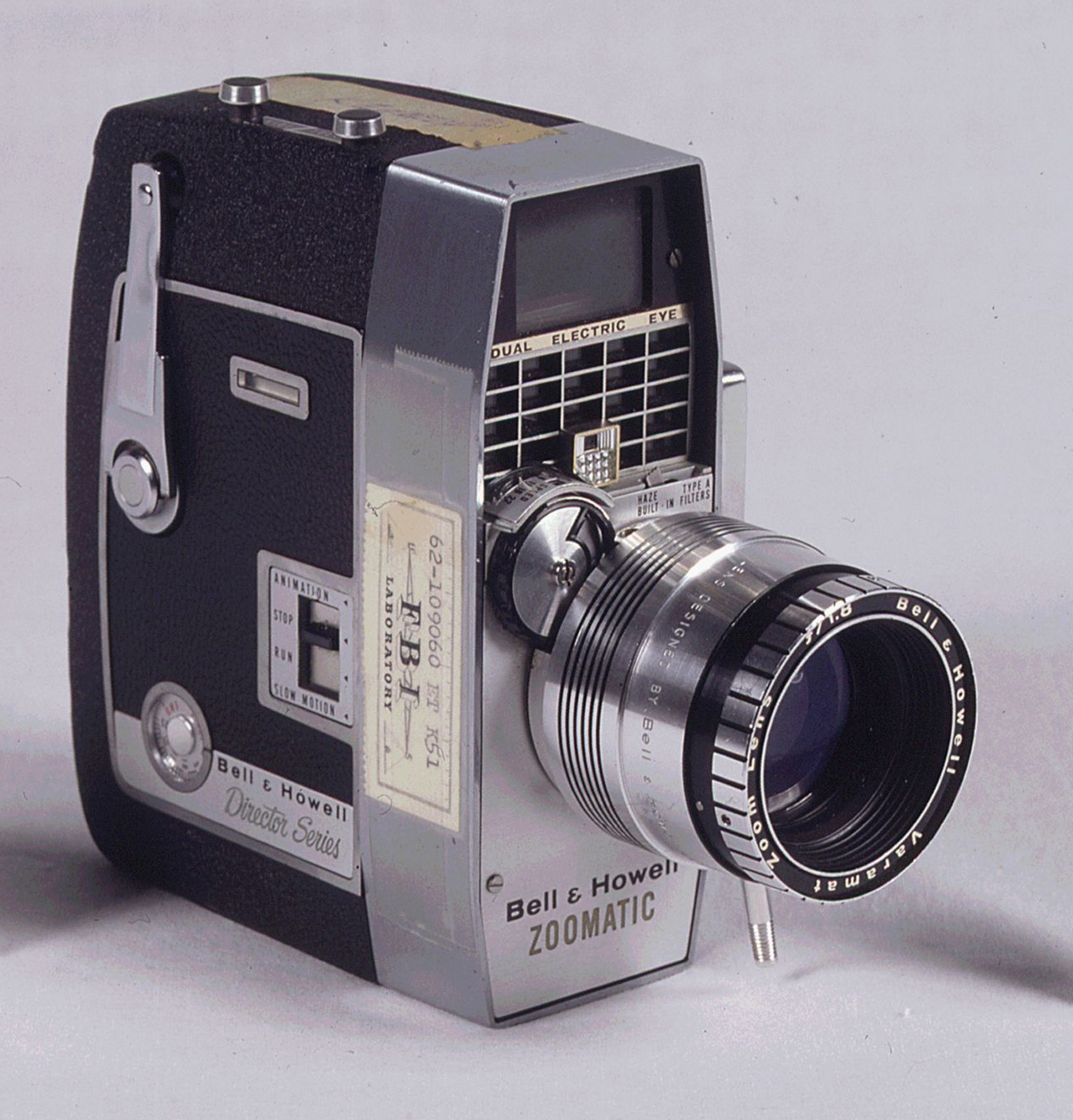
La càmera d'Abraham Zapruder.

Tot va passar a les 12:30 pm del 22 de novembre de 1963 quan Zapruder estava filmant amb una càmera Bell & Howell de 8 mm, la caravana del president John F. Kennedy. Ho feia amb l'ajuda de la seva recepcionista, Marilyn Sitzman, que es trobava al seu costat, des de dalt d'un dels pilars de formigó del costat oest pròxim a la pèrgola John Neely Bryan, a la Plaza Dealey, (Dallas, Texas,) des d'on podia observar-se el carrer Elm Street,

## Història
La pel·lícula de color de Zapruder mostrant quan el president és impactat en el cap, tot i que era una pel·lícula de film domèstic va passar a formar part de la investigació oficial. Se'n van fer tres còpies. La primera la va retirar el Servei Secret. La segona la va vendre Zapruder inicialment per 50.000 dòlars a Life-Time que, després examinar-la, va ampliar el preu a 150.000 dòlars per a tenir-ne tots els drets d'explotació, iniciant la publicació de fotos individuals, alhora que va impedir que la totalitat de la pel·lícula fos vista completament durant anys. La tercera se la quedà Zapruder i finalment, després de la seva defunció el 1970, Time-Life va cedir tots els drets de la pel·lícula a la seva família pel preu simbòlic d'un dòlar. Existeixen versions de la pel·lícula millorades digitalment (p.e.: VídeoBroadcast Yourself).